# Hégésias de Magnésie
Pour les articles homonymes, voir Hégésias.
Hégésias de Magnésie (Lydie), est un orateur, rhétoricien et historien grec du IVe siècle av. J.-C.

## Biographie
Il est natif de Magnésie du Sipyle, Strabon attribue à tort Magnésie du Méandre comme lieu d'origine,. La chronologie est imprécise mais le style asiatique fut surtout actif entre -300 et -250, Cicéron indique que c'est un imitateur de Charisios, qui écrivit entre -310 et -270.
Strabon, Agatharchide, Denys d'Halicarnasse (De la composition des mots, 4) et Cicéron (Brutus, 83 ; 286 et L'Orateur, 67, 69) l'évoquent plusieurs fois dans leurs ouvrages, en critiquant sa conception et son style. Varron semble prendre quant à lui sa défense.
Hegésias enseigne le style créé par l'orateur Lysias, consistant en un refus des longues périodes et prônant au contraire un langage court, sentencieux et efficace. Cette grandiloquence de langage a fait de lui un admirateur des anciens orateurs attiques à tel point que Denys d'Halicarnasse le décrit comme un personnage efféminé et ignoble. Il est supposé avoir vécu sous le règne d'Alexandre le Grand. Un fragment attribué à Denys d'Halicarnasse semble corréler cette version. Ce fragment, qui décrit le traitement subi par les habitants de Gaza, ordonné par Alexandre le Grand, est toutefois considéré comme un discours épidictique et davantage un ouvrage rhétorique qu'historique. Ce point de vue est assuré par une remarque d'Agatharchide, qui vécut sous le règne de Photios de Constantinople (vers 250) qui explique que le seul objectif d'Hégésias ait été d'exhiber ses compétences par la peinture de sensationnelles descriptions d'événements historiques.
Plutarque de Chéronée évoque Hégésias comme source dans sa Vie d'Alexandre. La rumeur veut en effet qu'Hégésias ait écrit sa Vie.

## Style
Strabon l'évoque comme fondateur du style rhétorique appelé « asianisme » : il altéra la pure tradition de l'éloquence attique.